# Pseudacrossus przewalskyi
Pseudacrossus przewalskyi är en skalbaggsart som beskrevs av Edmund Reitter 1887. Pseudacrossus przewalskyi ingår i släktet Pseudacrossus och familjen Aphodiidae. Inga underarter finns listade i Catalogue of Life.